# Bottom of the 9th
Bottom of the 9th és un videojoc de beisbol creat per Konami per la Sega Saturn, PlayStation i la Nintendo 64. Aquest videojoc és una breu actualització del videojoc recreatiu de Konami de l'any 1989 anomenat Bottom of the Ninth. Va ser llançat en un principi per la Sega Saturn.